# James Farlow
James Farlow – amerykański paleontolog specjalizujący się w odnajdywaniu śladowych skamieniałości dinozaurów, biomechanice i fizjologii.

## Życiorys
Uzyskał stopień magistra na Yale University w 1974, gdzie też sześć lat później się doktoryzował. W 1982 rozpoczął pracę na Purdue University Fort Wayne, gdzie jest profesorem geologii

## Publikacje książkowe (naukowe i popularnonaukowe)
- Lower Cretaceous dinosaur tracks, Paluxy River Valley, Texas, Waco: Baylor University, 1987[2]
- Paleobiology of the dinosaurs, Boulder, Colo.: Geological Society of America, 1989[2]
- The Complete Dinosaur, Boulder, Colorado, 1989[2]
- On the tracks of dinosaurs, New York: Franklin Watts, 1991[2]
- Noah's ravens: interpreting the makers of tridactyl dinosaur footprints, New York: Franklin Watts, 1991[2]
- The dinosaurs of Dinosaur Valley State Park, Somervell County, Texas, Austin, Texas: Texas Parks and Wildlife Dept., 1993[2]
- Texas giants: dinosaurs of the Heritage Museum of the Texas Hill Country, Canyon Lake, Texas: Heritage Museum of the Texas Hill Country, 2006[2]
- Geology of the late Neogene Pipe Creek sinkhole (Grant County, Indiana), Bloominton: Indiana University, Indiana Geological Survey, 2010[2]
- On the tracks of dinosaurs, Bloomington, Indiana: Indiana University Press, 2018[2]